# Ushuaïa TV
Pour les articles homonymes, voir Ushuaïa (homonymie).
Ushuaïa TV est une chaîne de télévision thématique française du groupe TF1. Elle est née en 2005 du succès de l’émission Ushuaïa présentée par Nicolas Hulot. 
Seule chaîne française à placer la protection de la planète au cœur de ses programmes, elle propose documentaires, magazines et films pour toute la famille.

## Histoire

### De Ushuaïa à Ushuaïa TV
Ushuaïa TV a été lancée le 14 mars 2005 par le groupe TF1. Cette création est alors inspirée par le succès de l'émission éponyme de Nicolas Hulot diffusée chaque mois et intitulée, Ushuaïa Nature.
L'origine du nom ''Ushuaïa'' provient du nom de la ville la plus méridionale de l'Argentine Ushuaïa proche de la Terre de Feu, de l'Antarctique et des îles de l'Atlantique du Sud.  
Ushuaïa TV poursuit une démarche pédagogique grâce à la présence de scientifiques qui apportent leur éclairage sur le monde sauvage.
La chaîne Ushuaïa TV fait partie du « pôle découverte » du groupe TF1.

### Identité visuelle (logo)
Un an après sa création en 2006, la chaîne Ushuaïa modifie une première fois son logo à la demande du CSA. Cette préconisation permet d'éviter toute confusion avec les produits cosmétiques vendus sous la marque déposée "Ushuaïa". 
De ce fait, Ushuaïa TV adopte ainsi à travers ce nouveau logo donc sa propre identité et prend son envol. Par la suite, le logo Ushuaïa évolue plusieurs fois (2006, 2010, 2012 et enfin en 2015) jusqu'à celui de ses dix ans fêtés le 14 mars 2015.  Le 4 décembre 2019, Ushuaïa TV change à nouveau de logo et d'habillage antenne : le logo est le même que celui du 14 mars 2005, à l'exception du terme Ushuaïa écrit en orange et non plus en blanc; le fond orange ayant disparu.

Logo d'Ushuaïa TV du 14 mars 2005 au 1er janvier 2006
Logo d'Ushuaïa TV du 1er janvier 2006 au 11 septembre 2010
Logo d'Ushuaïa TV du 11 septembre 2010 au 22 septembre 2012
Logo d'Ushuaïa TV du 22 septembre 2012 au 4 décembre 2019
Logo d'Ushuaïa TV pour ses 10 ans le 14 mars 2015
Logo de la chaîne depuis le 4 décembre 2019

## Organisation

### Dirigeants
DirecteurChristophe Sommet

### Capital
La chaîne était détenue à 100 % par le groupe TF1 jusqu'en 2024. En novembre, TF1 a vendu au groupe L'Oréal la quasi-totalité des droits sur la marque Ushuaïa, pour 27,5 millions d'euros. La chaîne conservera des droits sur les activités audiovisuelles, de divertissement et d'hôtellerie, le groupe de cosmétique s'intéressant prioritairement aux produits dérivés, comme les gels douche.

## Programmes
À travers un panel de films documentaires et de magazines originaux, variés et inédits pour le plus grand plaisir de toute la famille, Ushuaïa TV offre une immersion fascinante au cœur d’une nature profonde très peu explorée ainsi qu’un regard unique sur les hommes et la planète.
Cette programmation s'articule autour de plusieurs thématiques.
| Environnement | Aventure & Évasion | Nature & Animaux | Peuples & Traditions | Sciences de la Terre |
| --- | --- | --- | --- | --- |
| Défi écologique majeur, la protection de la planète est entre les mains de ses habitants. Ushuaïa TV propose de découvrir de nouveaux modes de vie et de consommation, des initiatives et solutions positives, éléments clés dans la préservation de l’environnement et des espèces qui y vivent. | Des terres glaciales de l’Arctique aux forêts immenses de la Nouvelle-Zélande, sillonnez les contrées les plus lointaines de la planète et aventurez-vous vers de nouveaux horizons en vous laissant embarquer aux quatre coins du monde. Dépaysement assuré ! | Appréhender la faune et la flore, réconcilier l’Homme et la nature et faire découvrir le vaste patrimoine de la planète. Emerveillez-vous devant des images renversantes, reflet d’une biodiversité extrêmement riche ! | Des Bishnoïs de l’Inde, aux Rajis de l’Himalaya, en passant par les Samis du Nord de la Suède, les peuples du monde proposent une immersion au cœur de leurs rites, coutumes et traditions et vous font découvrir leur vision du Monde. | Tornades, cyclones, glaciations et explosions volcaniques… Quand les forces de la nature se réveillent, la planète nous offre les plus beaux spectacles. Avec une programmation grand public et variée, Ushuaïa TV vulgarise la connaissance scientifique. |

### Les magazines de la chaîne

#### Ushuaïa Nature
Chaque jour de la semaine à partir de 17h30, les téléspectateurs peuvent (re)découvrir la collection complète du magazine phare de Nicolas Hulot, remasterisé en 16/9

#### Ushuaïa Le Mag
Tous les samedis à 20h, Hélène Gateau accueille un de ces nombreux aventuriers qui dédient leurs expéditions au sauvetage de la planète. Une émission à retrouver ensuite en podcast.

#### Bougez Vert
Créé en 2009, Bougez Vert est le magazine de tourisme nature d’Ushuaïa TV (Groupe TF1). Chaque semaine, Gérald Ariano propose une micro-aventure pour découvrir les plus beaux spots naturels du patrimoine naturel français.

#### Une vie de bêtes
Dans chaque numéro, Gérald Ariano part à la rencontre des professionnels du monde animal (vétérinaires, soigneurs, associations, éleveurs...) pour comprendre leurs métiers.

#### Les Enquêtes d'Ushuaïa TV
Christine Oberdorff est l’envoyée spéciale d’Ushuaïa TV autour de la planète. Elle entraîne les téléspectateurs dans ses aventures journalistiques pour des reportages mêlant investigation et rencontres inédites sur de grandes thématiques environnementales.

## Diffusion
La chaîne a d'abord été diffusée par câble avec Numericable (Canal 131) et sur le bouquet satellite Canalsat (canal 89) avec qui elle a eu un contrat d'exclusivité et en ADSL sur TPS (qui a cessé d'émettre en 2008) et La TV d'Orange. 
Le 2 janvier 2012, elle arrive sur l'ADSL sur les bouquets optionnels d'Orange, SFR, Bouygues Telecom et DartyBox  et est toujours présente sur Numericable et Canalsat.
Elle arrive sur Freebox TV en janvier 2015 en remplacement de Stylia. Elle est lancée le 16 décembre 2016 sur la box Videofutur.
Ushuaïa TV est aujourd'hui diffusée en France, Suisse, Belgique, Luxembourg et dans les pays d'Afrique francophone. Au total, ce sont plus de 13 millions de foyers abonnés qui reçoivent la chaîne, dans 30 pays. Chaque mois, Ushuaïa TV est regardée par 2,8 millions de téléspectateurs.
Ushuaïa TV est disponible sur le câble, le satellite, l'ADSL et la Fibre optique. Chez la plupart des distributeurs, la chaîne et son service de replay sont également disponibles sur tous les écrans (TV, PC/MAC, smartphones et tablettes).

## Animateurs
- Jacques Legros, Louis Bodin, Valérie Bègue, Laurent Maistret, Clémence Castel, Fanny Agostini, Denis Brogniart

## Annexe